# Pomník maršála Koněva v Praze
Pomník maršála Koněva byl v letech 1980–2020 žulový pomník s bronzovou sochou na náměstí Interbrigády v Praze 6-Bubenči. Socha zobrazovala v nadživotní velikosti sovětského maršála Ivana Stěpanoviče Koněva držícího v ruce kytici šeříků, kterými Pražané vítali příslušníky Rudé armády při jejích příjezdu do Prahy v květnu 1945. Autorem sochy je Zdeněk Krybus, autorem architektonického řešení Vratislav Růžička.
Památník byl odhalen 9. května 1980 u příležitosti 35. výročí osvobození Československa. Pomník od sametové revoluce vyvolával spory kvůli negativnímu hodnocení historické úlohy maršála Koněva, ale také kvůli době vzniku nikoli po válce, ale v době sovětské okupace Československa. Od roku 2015 zintenzivněly spory a řešila se další existence pomníku, který byl protestujícími opakovaně popisován nápisy či poléván červenou barvou. V roce 2018 městská část pomník v rámci zrestaurování opatřila novými informačními deskami, které připomínaly Koněvovu negativní roli na dalších středoevropských událostech, jako například invaze vojsk Varšavské smlouvy do Československa nebo násilné potlačení Maďarského povstání. V září 2019 rozhodlo zastupitelstvo Prahy 6 o odstranění sochy; dne 3. dubna 2020 byla socha z podstavce sejmuta a odvezena do depozitáře. Podle záměru by se Koněvova socha měla stát jedním z artefaktů plánovaného Muzea paměti 20. století, zatímco na místě odstraněného pomníku by měl vzniknout nový památník připomínající osvobození Prahy.

## Postavení pomníku
Pomník byl odhalen 9. května 1980 u příležitosti 35. výročí osvobození Československa. Památník byl umístěn při ulici Jugoslávských partyzánů, jedné z hlavních tříd před válkou vybudovaných nových obytných čtvrtí, která vedla z Vítězného náměstí na sever směrem ven z města. V květnu 1945 zde za Pražského povstání probíhaly boje na barikádách a 9. května sem dorazila část sovětských tanků přijíždějící do Prahy od severu a lidé je zde vítali květy právě kvetoucích šeříků. Tyto události byly za komunistického režimu připomínány jako jeden ze symbolů výročí osvobození Československa Sovětskou armádou slaveného 9. května.
Na pomníku byla umístěna pamětní deska, na níž stál následující text: „Významný vojevůdce maršál Sovětského svazu Ivan Stěpanovič Koněv dvojnásobný Hrdina Sovětského svazu a Hrdina Československé socialistické republiky velitel vojsk 1. ukrajinského frontu, která zachránila 9. května 1945 Prahu před zničením.“
Pomník byl pietním místem, u něhož se u příležitosti výročí ukončení druhé světové války setkávali na začátku měsíce května jak „členové veteránských organizací, přímí účastníci druhé světové války, zástupci velvyslanectví Ruské federace v Praze, městské části Prahy 6, tak i představitelé resortu ministerstva obrany České republiky.“
Nebyla to jediná Koněvova socha na veřejném prostranství – další památníky má/měl například v ukrajinském Charkově, ve slovenském Svidníku, v ruské Kubince, Tverské oblasti, v Bělgorodu, v Nižním Novgorodu, v Omsku a ve Vologdě. Socha v Krakově byla v roce 1991 sejmuta a přemístěna do Kirova.

## Spory o pomník

### 90. léta 20. století
Úsilí o odstranění Koněvova pomníku začalo už v první polovině 90. let, kdy byly odstraňovány i mnohé jiné kontroverzní pomníky někdejšího komunistického režimu, v Dejvicích například pomník V. I. Lenina na Vítězném náměstí. Tehdy bylo řešení vzhledem k naléhavějším záležitostem odloženo, ale od té doby se problém Koněvova pomníku opakovaně vracel na pořad jednání zastupitelstva Prahy 6.

### 2015–2018

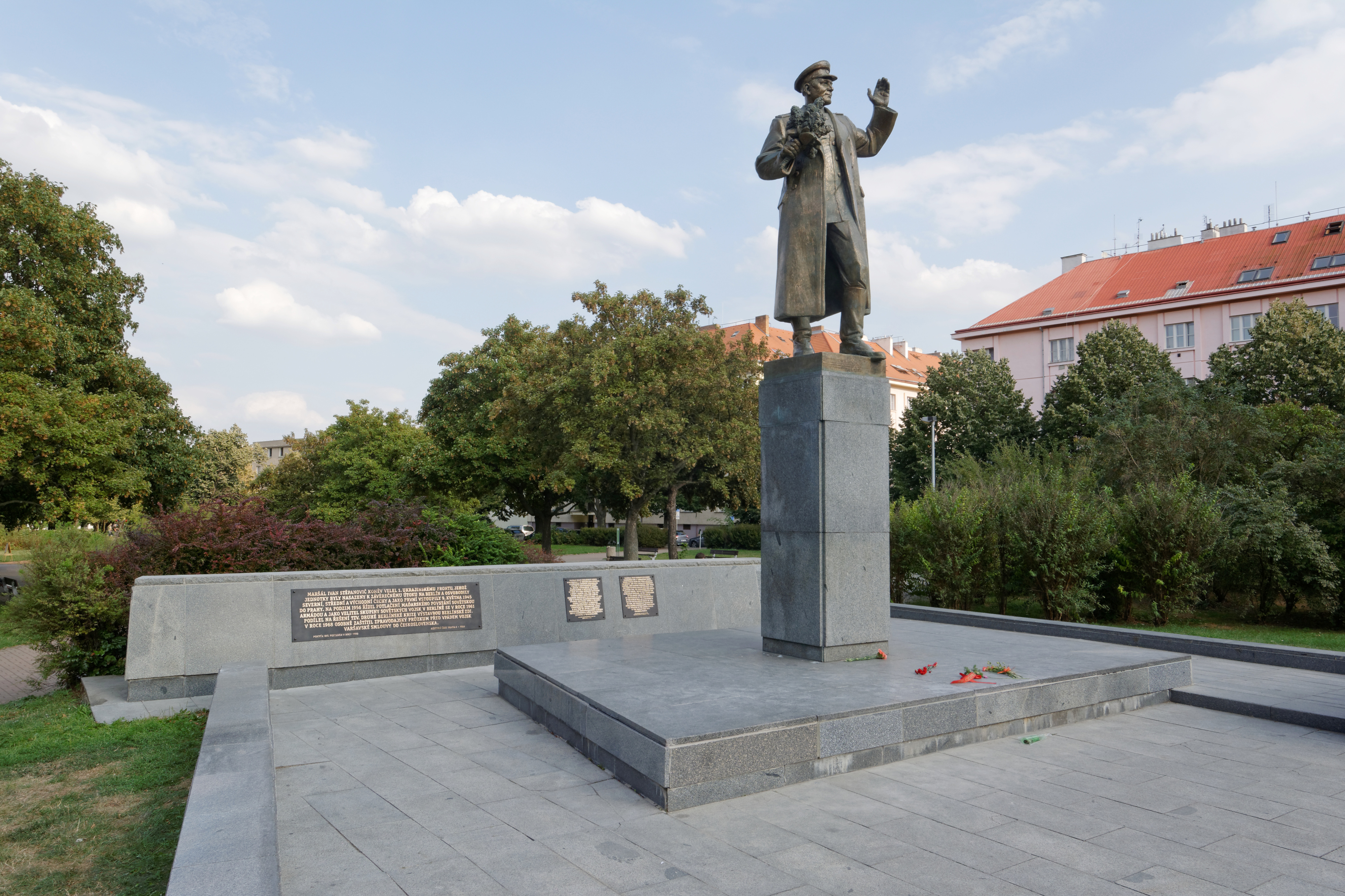
Pomník po opravě a s novými informačními deskami (2018)

V roce 2015 byla městská část Praha 6 vystavena rozhodnutí, zdali má, i přes odpor petentů na podporu zachování pomníku, pomník odstranit. Zastupitelstvo Prahy 6 se na popud starosty Ondřeje Koláře kompromisně usneslo, že opatří pomník dodatkovými tabulemi. V roce 2018 byla socha zrestaurována a památník byl doplněn novými informačními deskami v češtině, ruštině a angličtině. Nové desky byly odhaleny 21. srpna 2018 ve 14.35. Text na nové pamětní desce zněl „Maršál Ivan Stěpanovič Koněv velel 1. ukrajinskému frontu, jehož jednotky byly nasazeny k závěrečnému útoku na Berlín a osvobodily severní, střední a východní Čechy a jako první vstoupily 9. května 1945 do Prahy. Na podzim 1956 řídil potlačení Maďarského povstání sovětskou armádou a jako velitel Skupiny sovětských vojsk v Berlíně se v roce 1961 podílel na řešení tzv. druhé berlínské krize výstavbou Berlínské zdi. V roce 1968 osobně zaštítil zpravodajský průzkum před vpádem vojsk Varšavské smlouvy do Československa.‎“
Proti desce se v dopise ohradili velvyslanci Ruska, Běloruska, Arménie, Ázerbájdžánu a Kazachstánu. Podle ruského velvyslanectví v Praze se Koněv nepodílel na invazi v roce 1968 a kvůli svému věku řídicí činnost v ozbrojených silách SSSR již dříve opustil.
Podle českého historika Daniela Povolného byl Koněv od roku 1963 v důchodu (mimo službu) a jeho role při invazi vojsk Varšavské smlouvy do Československa byla „poměrně vedlejší“, a Povolný předpokládá, že vcelku nulová. Byl 8. května 1968 v čele delegace, kterou do ČSSR vyslala vojenská rada v čele s Leonidem Brežněvem, a byl v čele největší ze tří částí delegace, která se pohybovala po českých zemích a systematicky sondovala názory mezi pracujícími a v armádě, ale Povolný uvádí: „Ať napsal jakoukoliv zprávu, tak tyhle informace, podle mého názoru, v konečném důsledku stejně nebyly rozhodující pro to, jestli k té invazi dojde, nebo nedojde.“ Podle Povolného mělo hlášení této delegace zanedbatelný význam mezi množstvím dalších informací od KGB, velvyslanectví, novinářů atd. Na 9. května 1968 byl naplánován první pokus o invazi. Historik Jiří Fidler se domnívá, že Koněv s okupací Československa pravděpodobně nesouhlasil, stejně jako mnozí další penzionovaní maršálové a generálové.
Mluvčí Českého svazu bojovníků za svobodu uvedl, že „maršál Koněv je jednou z klíčových osob druhé světové války a to je to, co má socha připomínat“.
Představitel ruského ministerstva obrany pro ruské válečné hroby v Česku Valerij Konnov v listopadu 2018 v rozhovoru pro Aktuálně.cz uvedl, že dění kolem pomníku maršála Koněva v Praze vyvolalo v Rusku velkou pozornost a na ruskou ambasádu v Praze píše mnoho nespokojených Rusů. Na mnoha místech Ruska se nacházejí pomníky československých legionářů, například Pomník čs. legionářům v Jekatěrinburgu, a Konnov vyjádřil obavu, že se v Rusku na lokální úrovni mohou najít lidé, kteří budou s pomníky čs. legionářů v Rusku zacházet stejným způsobem, jakým česká strana zachází s pomníkem Koněva.
Ve volbách do zastupitelstva městské části Praha 6 v roce 2018 kandidovala volební strana Občané za odstranění pomníku maršála Koněva pod vedením Radima Špačka (předsedy Koruny České), na kandidátce byl například bývalý poslanec Daniel Korte. Strana se se ziskem 0,15 % hlasů do zastupitelstva nedostala.

### Srpen 2019
Pro maršálovu kontroverzní úlohu v historii se pomník opakovaně stal terčem útoků. Například v roce 2014 byla pomalována růžovou barvou, v roce 2015 pomalován podstavec. Po pátém případu vandalismu, kdy nebyl pachatel ani jednou dopaden, starosta Prahy 6 Ondřej Kolář  prohlásil, že pomalování sochy je sice vandalstvím, ale že pro lidi, kterým socha vadí, má pochopení a nenechá ji očistit. Pokus o očištění rudé barvy zastavila 23. srpna 2019 městská policie. K čištění se přihlásil proruský aktivista. Další pokus o očištění sochy kritizoval starosta Kolář, podle něhož to „budou nějací ruští trollové, kteří vyslyšeli volání ruské ambasády.“ Na místo dorazila Policie České republiky, která si zjistila totožnost dobrovolníků čistících sochu pro případné budoucí obvinění z přestupku nebo trestného činu. Poškození památníku v noci na 22. srpna 2019 spočívalo v tom, že na boční stranu podstavce byl bílou barvou vyveden nápis „Ne krvavému maršálovi! Nezapomeneme“ a na podstavci se objevila rudá barva znázorňující krev stékající zpod maršálových nohou a letopočty '45, '56, '61 a '68.

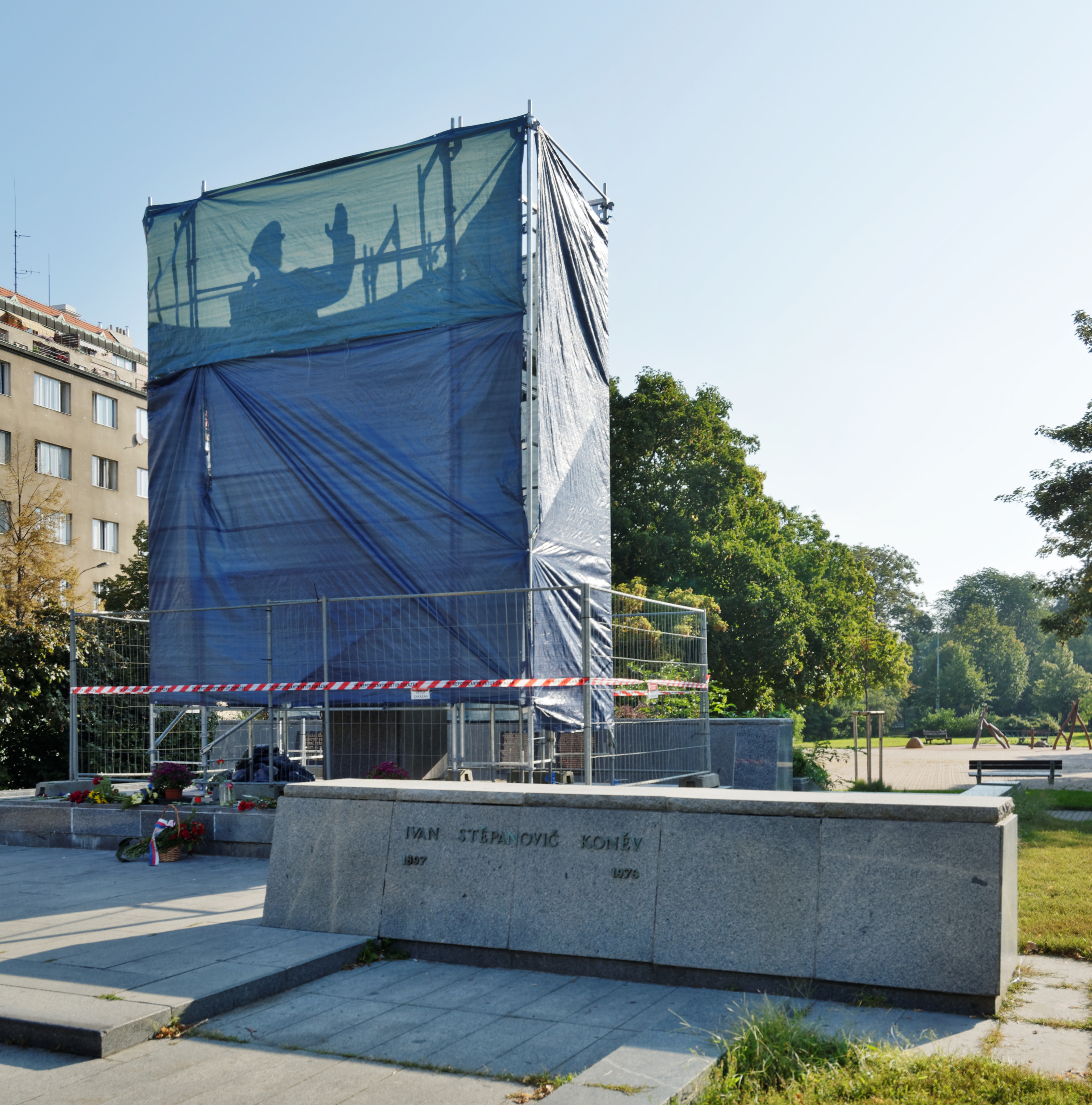
Pomník nechala dne 30. srpna 2019 radnice Prahy 6 zahalit plachtou

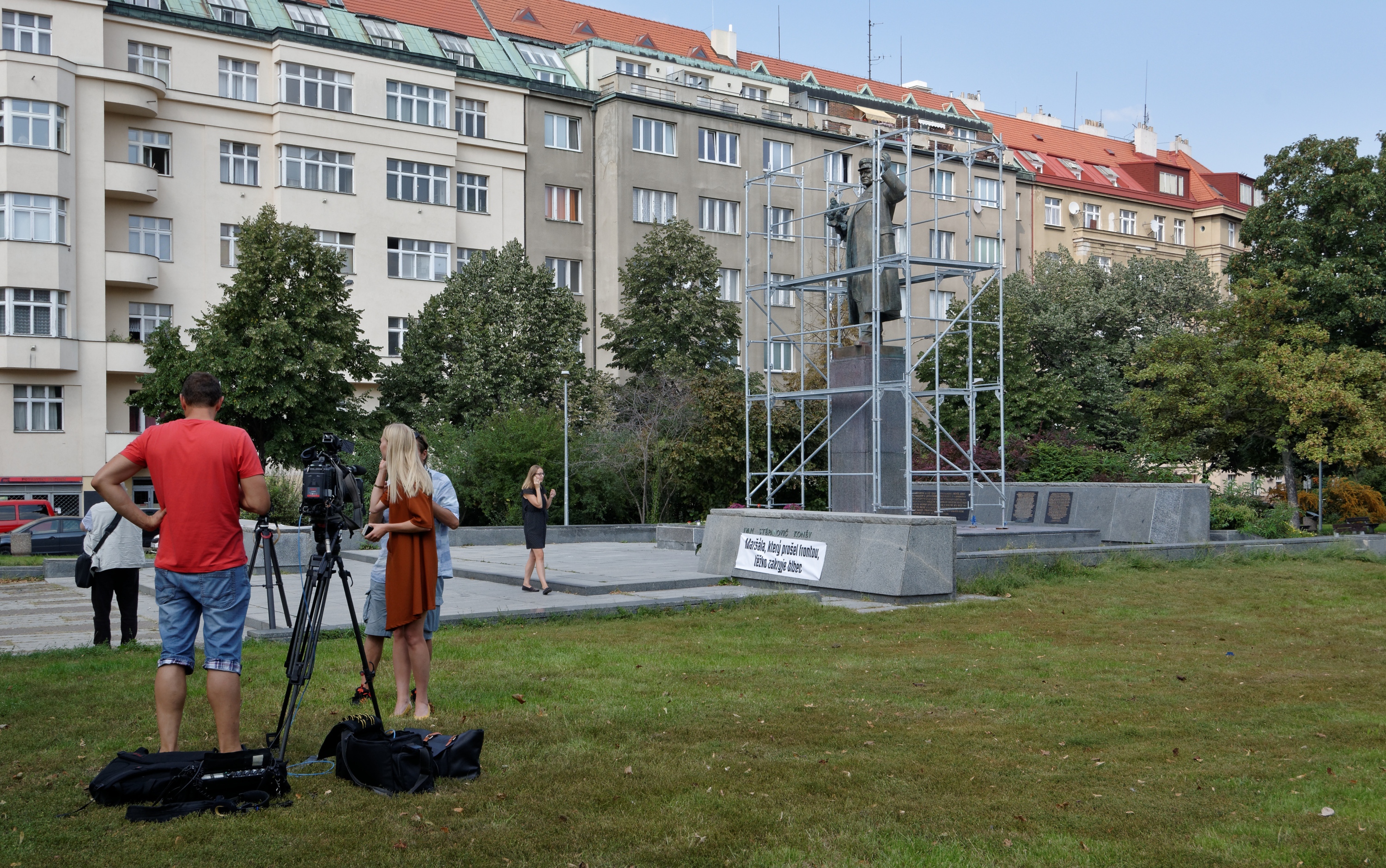
Plachta byla později stržena aktivisty. Na snímku stav 31. srpna 2019 v 15 hodin. Televizní štáby čekají na další incident.

V reakci na polití sochy barvou městská část navrhla, aby byl pomník přesunut na zahradu ruského velvyslanectví v Praze. Zájem prý projevilo vojenské muzeum v Břeclavi a další z Pardubic. Městská část také chtěla projednat darování pomníku do sbírek Muzea hlavního města Prahy.
Dne 29. srpna 2019 vznikla petice za odstranění pomníku maršála Koněva v Praze 6, jejímž autorem byl Radim Špaček a která během několika týdnů nasbírala přes 2,4 tisíce podpisů. V reakci na ni byla 2. září sepsána petice proti odstranění pomníku, jejímž autorem byl Stanislav Korityák a ke konci září 2019 se pod ní sešlo kolem šesti set podpisů.
V pátek 30. srpna 2019 před polednem nechala městská část Praha 6 sochu obestavět lešením, na něž umístila plachtu zakrývající pomník. Mluvčí Prahy 6 Ondřej Šrámek akci vysvětloval tím, že „v tuto chvíli je to jediný účinný způsob jak sochu ubránit před dalšími vandalskými útoky“. Městská část následně  informovala, že zatím nerozhodla, jak dlouho bude pomník zakrytý, a že o osudu sochy bude rozhodovat zastupitelstvo 12. září. Městská část sochu preventivně přetřela anti-graffiti lakem, znovu ji zakryla a požádala policii o zvýšenou kontrolu okolí sochy. Další pokus o odstranění plachty učinili v noci na sobotu dva mladíci ve věku 22 a 23 let ve stavu mírné až střední opilosti a byli přistiženi strážníky. V sobotu odpoledne strážníci zadrželi šedesátiletého muže, který přeřezal pásky u plachty. Starosta Ondřej Kolář z TOP 09 po rozhodnutí o zakrytí začal dostávat výhrůžky i fyzickou likvidací a obdržel policejní ochranu. V pátek vznikla na Facebooku skupina Proti zakrytí sochy maršála Koněva, která svolala u sochy demonstraci. Starosta Ondřej Kolář akci označil za sraz extremistů, které spojuje zaslepená láska k Rusku a kteří chtějí vyvolávat a mezi lidmi živit nenávist. Při protestu v pondělí 2. září 2019 odpoledne krycí plachtu aktivisti opět odstranili.
Aktivista Tomáš Tožička v srpnu 2019 napsal, že socha Winstona Churchilla na náměstí Winstona Churchilla na Žižkově v Praze by měla být stejně jako socha Koněvova doplněna informační deskou, která by upozornila na krvavé potlačení osvobozeneckého povstání Mau Mau v Keni a na další zločiny jeho vlády.

### Září 2019
Ruský ministr kultury Vladimir Medinskij v pátek 6. září 2019 v Murmansku při rozhovoru s novináři uvedl, že „starosta jakéhosi obvodu řekl, že rada se bude zabývat demontáží památníku osvoboditeli a zachránci města. Je to takový místní gauleiter.“ Zároveň poděkoval českému prezidentovi Miloši Zemanovi, že památník maršála hájí. Použití slova „gauleiter“ vzbudilo v českých politických kruzích mohutnou odezvu. Ministr zahraničí Tomáš Petříček označil vyjádření ruského ministra za nevhodné a uvedl, že je třeba uklidnění situace, k čemuž by pomohla Medinského omluva. Náměstek pro řízení sekce evropské Ministerstva zahraničních věcí České republiky Aleš Chmelař předvolal velvyslance Ruské federace Alexandra Zmejevského, aby vznesl protest proti nepravdivým a urážlivým výrokům ruského ministra kultury na adresu starosty městské části Praha 6, a ministerstvo k tomu dne 13. září 2019 vydalo prohlášení, v němž mimo jiné zdůrazňuje, že „otázka sochy maršála Koněva v Praze 6 je vnitřní záležitostí České republiky“. Ministr vnitra a předseda ČSSD Jan Hamáček v pořadu Otázky Václava Moravce uvedl, že Medinskij promeškal příležitost mlčet a jeho komentář byl zbytečný a urážlivý, a podpořil postoj ministra zahraničí, tedy požadavek omluvy a předvolání ruského velvyslance. Podle předsedy ODS Petra Fialy má český stát po Medinském požadovat omluvu. K omluvě Medinského otevřeným dopisem vyzvali také bývalý předseda vojenského výboru NATO Petr Pavel, někdejší poslanec Ivan Gabal, bývalý náměstek ministra obrany pro vyzbrojování Daniel Koštoval a někdejší velvyslanec v USA a Rusku Petr Kolář (otec starosty Prahy 6). V dopise uvedli: „Účelově lživé a odporné použití příměru k NSDAP bohužel dokazuje, že se rétorika některých představitelů Vaší země od stalinských dob příliš nezměnila. Také tento fakt nás utvrzuje v tom, že si o svých záležitostech musíme a budeme rozhodovat sami.“
Jan Hamáček též uvedl, že na bourání pomníků prý je pozdě a že pokud bychom bourali Koněva, mohli bychom se nově dívat i na husity a bourat Jana Žižku na Vítkově, nebo kvůli vztahu Karla IV. k Židům a pogromům přejmenovávat univerzity.
12. září 2019 zastupitelstvo městské části schválilo odstranění sochy a její přemístění do některého muzea a nahrazení památníkem osvoboditelů Prahy. Během jednání zastupitelstva byl provoz úřadu městské části z bezpečnostních důvodů omezen. Před budovou ohlásila protestní shromáždění strana Česká Suverenita a další aktivisté. Článek v časopise Respekt účastníky shromáždění charakterizoval jako „zhruba tři desítky lidí: od příznivců Vladimira Putina přes motorkáře, členy paramilitární skupiny Českoslovenští vojáci v záloze za mír a fanoušky národovecké kapely Ortel až po přispěvatele českých dezinformačních webů“. Někteří účastníci byli vybaveni komunistickými sovětskými symboly, jeden účastník nesl vlajku Doněcké lidové republiky.
Ruské ministerstvo zahraničí v pátek 13. září 2019 vydalo prohlášení, v němž vyjadřuje rozhořčení nad „cynickým rozhodnutím“ zastupitelstva, označuje je za porušení článků dvoustranné smlouvy o přátelských vztazích a spolupráci z 26. srpna 1993 a sděluje, že rozhodnutí Prahy 6 nezůstane bez odpovědi. Český diplomat v Rusku Petr Vágner spekuloval, že odveta by se mohla týkat československých legionářských pomníků v Rusku. Odpoledne 16. září 2019 se aktivista Michal Šulc připoutal řetězem k podstavci sochy a přečetl své prohlášení. Policie proti němu nezasáhla, a proto se aktivista po 3 hodinách na místě odpoutal. Hnutí Aliance národních sil 16. září 2019 podalo oznámení o podezření z trestné činnosti na neznámého pachatele, starostu Prahy 6 Ondřeje Koláře a 33 členů zastupitelstva, aby se vyšetřilo, jestli byl spáchán přečin výtržnictví, jeho schvalování a zneužití pravomoci veřejného činitele. Trestní oznámení policie odložila.
Problému pomníku se věnoval pořad Máte slovo v České televizi 26. září 2019, v němž vystoupili Ondřej Kolář, Ivan Gabal a Radim Špaček za zastánce odstranění pomníku a Petr Šimůnek, Jaroslav Foldyna a Stanislav Korityák jako odpůrci jeho odstranění.

### 2020
V reakci na odstranění pomníku maršála Koněva vyzvali někteří představitelé KSČM k odstranění sochy Winstona Churchilla, kterého označili za masového vraha s poukazem na hladomor v Bengálsku v roce 1943 a další zločiny Britského impéria během Churchillovy vlády ve 40. a 50. letech 20. století.
9. května 2020 v den 75. výročí ukončení druhé světové války v Rusku na místo v Praze, kde stála socha Koněva, někdo umístil záchod. „Pokud má někdo potřebu se takto vyjadřovat ve dnech, které jsou oslavou konce druhé světové války, vypovídá to o tom, že má v hlavě spíš fekálie, než cokoliv jiného,“ vyjádřil se k incidentu starosta Prahy 6 Ondřej Kolář. Na čin veřejně reagovala Marija Zacharovová, mluvčí ruského ministerstva zahraničí.

### Návrh na památkovou ochranu
Místopředseda Komunistické strany Čech a Moravy Petr Šimůnek v říjnu 2019 v reakci na snahy o odstranění pomníku navrhl prohlášení pomníku kulturní památkou. Uvedl, že je to jeden z posledních takových památníků v Praze – už byl odstraněn smíchovský tank, přejmenována třída Rudé armády a byla sejmuta i deska ze Staroměstské radnice, která připomínala osvobození Prahy Rudou armádou, a že některý ze symbolů by v Praze zůstat mohl, aby to připomínal generacím, které přichází po nás. Ministerstvo kultury uvedlo, že dostalo celkem tři návrhy na prohlášení pomníku památkou, z toho nejméně jeden od komunistů.
Ministerstvo kultury v prosinci 2019 návrh zamítlo s odůvodněním že socha z uměleckého hlediska není významnějším dílem a nijak nepřesahuje dobový průměr. Národní památkový ústav v Praze a Komise pro ochranu památkového fondu 20. století svými stanovisky prohlášení za památku nedoporučily.
Koněvův pomník v Praze byl v evidenci hrobů a pietních míst ministerstva obrany zapsán pod číslem CZE0006-41772; tato položka byla odstraněna v rámci změny evidence na výhradně válečné hroby (nejde o válečný hrob dle zákona č. 122/2004 Sb.) Samotná evidence v původní databázi neznamená, že by české ministerstvo obrany pomník kdy vlastnilo, pouze v minulosti financovalo jeho údržbu.

## Odstranění pomníku
Dne 3. dubna 2020 byla socha maršála Koněva z podstavce sejmuta a odvezena do depozitáře. Následující pondělí 6. dubna došlo k útoku na českou ambasádu v Moskvě, k němuž se v reakci na předchozí odstranění sochy přihlásila ruská extrémistická a krajně nacionalistická neregistrovaná strana Jiné Rusko.
V dubnu 2020 dostal starosta Prahy 6 Ondřej Kolář policejní ochranu. Časopis Respekt zveřejnil článek, v němž Ondřej Kundra tvrdil, že podle nejmenovaných zdrojů Respektu do Česka přicestoval ruský agent s ricinem, který má za úkol Koláře zlikvidovat.
Architektonické části pomníku byly zbourány a odstraněny až v listopadu a prosinci 2020 po získání potřebného povolení.

## Řekli o něm
- Miloš Zeman (2017): „Maršál Koněv má mou úctu. Jsem zcela přesvědčen, že jeho památník musí být v Praze, tak jako množství dalších památníků těm, kteří bojovali za osvobození našeho národa, včetně osvobození Prahy.“[56]
- Ondřej Kolář (2019): „Nemáme nic proti Rudé armádě, vážíme si toho, že spoluosvobodila Československo, ale už nás to nebaví, je slyšet velmi jasné volání po odstranění sochy .... Hanlivý nápis ‚Ne krvavému maršálovi!‘ byl pravdivý, Koněv má na rukou krev Čechů, Slováků i Rusů.“[57]
- Miroslav Grebeníček (2019): „Socha osvoboditele Prahy maršála I. S. Koněva stejně jako socha generála G. S. Pattona v Plzni, ale i pražská socha W. Churchilla jsou projevem úcty k těm, kdo se zasloužili o porážku nacismu a osvobození Československa.“[58]
- Jan Lipavský (2019): „Pojďme uctít památku těch, kteří opravdu osvobodili Československo. To byli sovětští vojáci, Rusové, Ukrajinci, Bělorusové a mnoho dalších národností, ale nedělejme kult osobnosti sovětským figurám.“[59]

## Galerie

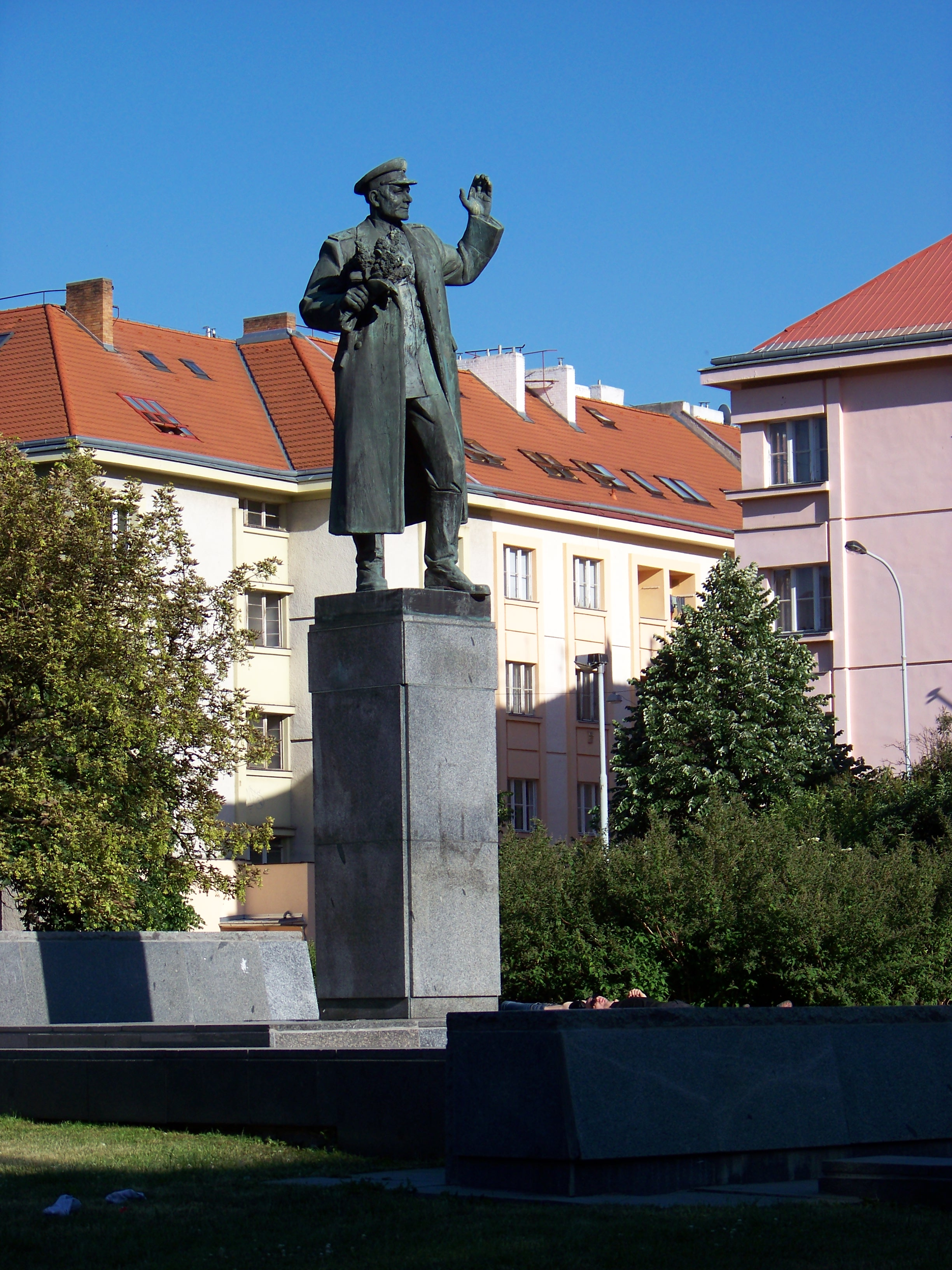
Koněvův pomník
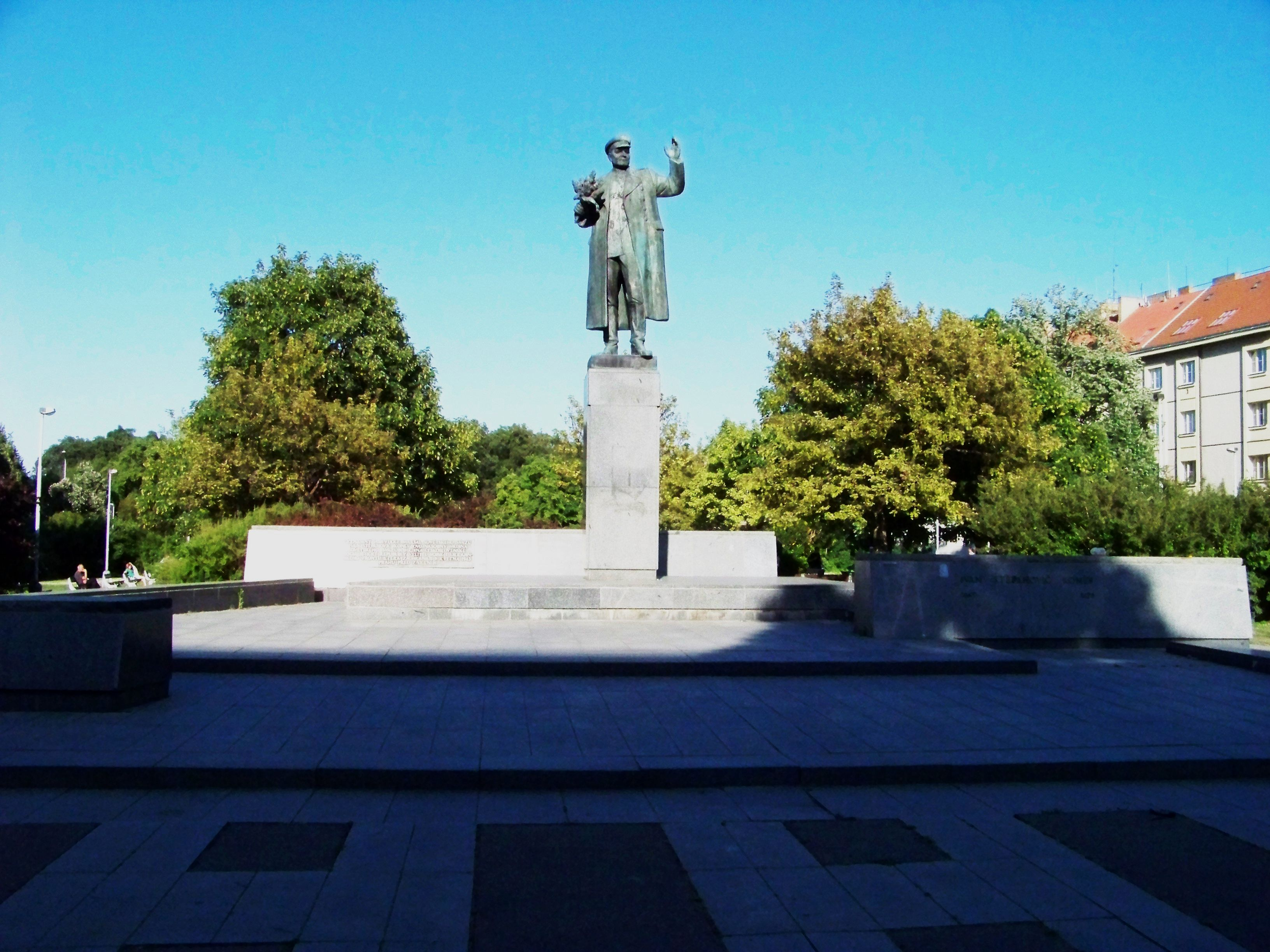
Koněvův pomník
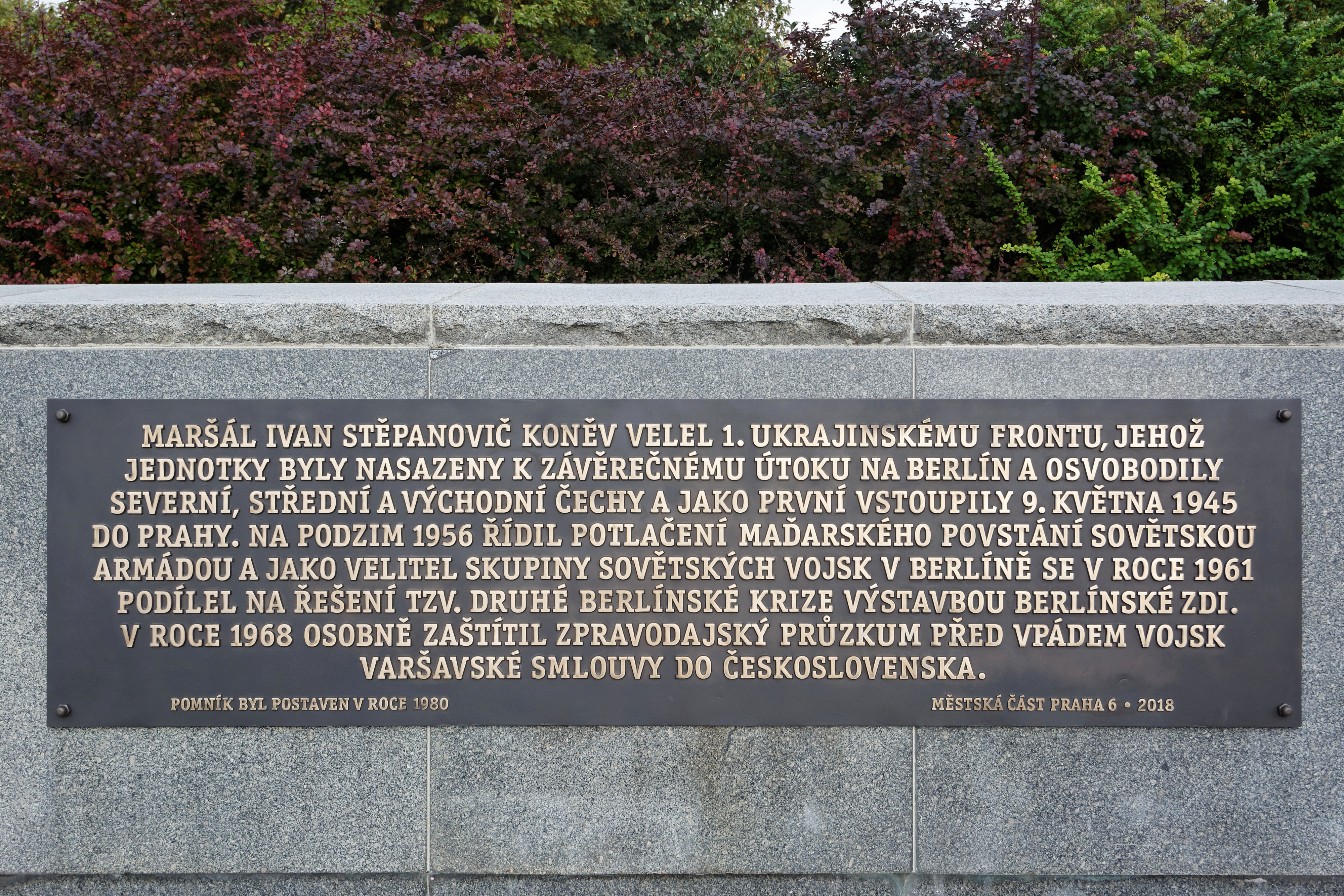
Informační deska doplněná roku 2018